# Robert McCammon
Robert R. McCammon (17 de julio de 1952) es un novelista estadounidense de Birmingham, Alabama. Sus padres son Jack, un músico y Barbara Bundy McCammon. Tras el divorcio de sus padres McCammon se fue a vivir con sus abuelos a Birmingham. Recibió un título en periodismo por la Universidad de Alabama en 1974. Actualmente Robert vive en Birmingham, está casado con Sally Sanders y tienen una hija, Skye McCammon. Robert dejó de escribir a finales de la década de 1990, pero volvió a la literatura con Speaks the Nightbird, el primer libro de la serie de Matthew Corbert. Planea continuar la serie.
Actualmente Robert McCammon se niega a permitir que sus primeras cuatro novelas sean reeditadas porque, aunque no le disgustan, no cree que tengan la misma calidad de sus obras posteriores. Ha escrito que considera que se le ha permitido aprender a mejorar su escritura y por lo tanto ha decidido oficialmente retirar sus primeras obras.